# 民族精神
民族精神（みんぞくせいしん、ドイツ語: Volksgeist）とはゲオルク・ヴィルヘルム・フリードリヒ・ヘーゲルによって提唱された哲学の概念。これは歴史上で人類が発展する段階において、それを表すような民族固有の精神的な原理のことを言う。この民族精神が決まってくる時というのが、自然などといった敵意を持った上で自身に対抗してくる存在が現れたときである。このような脅威が現れた時には人類というのは態度を決定するということが迫られるわけであるが、このような時にどのような態度を示してきたかということが民族精神を形作ってきたということである。そして民族精神が決まってきたならば、この後にはこの民族はどのような運命に遭遇するかということまでも定まってくるということである。

## 文献
- ホセ・アスルメンディ. 2007. Volksgeist-Herri gogoa. Ilustraziotik nazismora, サン・セバスティアン: Elkar ISBN 978-84-9783-404-9.